# Loïc Wacquant
Loïc Wacquant (født 1960) er en fransk sociolog og socialantropolog, der er specialiseret i bysociologi, fattigdom i byer og racemæssig ulighed. Wacquant er professor i sociologi University of California, Berkeley. Wacquant er bl.a. kendt for bogen Byens udstødte.

## Biografi
Wacquant voksede op i det sydlige Frankrig, hvor han gik i den lokale folkeskole. Hans familie var en del af den intellektuelle middelklasse og efter gymnasiet i byen Montpellier, blev Wacquant optaget på elitehandelsskolen École des Hautes Études Commerciales i Paris. Wacquant skulle læse industriel økonomi, men blev ved et foredrag med Pierre Bourdieu inspireret til at vende sig mod sociologien, hvorfor han begyndte at studere dette fag ved Nanterre Universitetet, der også ligger i Paris.
I stedet for en normal værnepligt fik Wacquant mulighed for at gøre tjeneste som sociolog ved forskningscenteret ORSTOM. Wacquant blev udstationeret Ny Kaledonien i 1983-1985. Denne periode blev vigtig for Wacquants praktiske erfaringer med sociologiske studier. Da opholdet i Ny Kaledonien var ved at rinde ud, fik Wacquant et ph.d.-stipendium ved University of Chicago, der huser det ældste sociologiske fagmiljø i verden. Det var her, at Wacquant blev interesseret i den sorte ghetto og kom til at udforske marginaliseringsprocesser i både USA og Frankrig.
Da Wacquant så ankom til Chicago, fik han den sidste studiebolig, der stadig var ledig. Denne bolig lå i bydelen Woodlawn, der førhen var havde været anset for at være det sorte Amerikas kulturelle højborge. Men det var i en tid før Wacquants ankomst. Det Woodlawn, Wacqaunt mødte, havde næsten "intet tilbage af tidligere tiders kulturelle opblomstring." Der var hverken en high school eller et bibliotek tilbage og ca. tredjedel af områdets beboere levede under fattigdomsgrænsen. Wacquant har senere skrevet, at det blev umuligt for ham ikke at vælge denne "fremmedarte[de] urban[e] kontekst" som emne for hans ph.d.-afhandling.